# Stronger Than Ever
Stronger Than Ever — четвертий студійний альбом німецького хеві-метал гурту Grave Digger. Для цього альбому гурт змінив назву на «Digger». Маловідомий лейбл Retrospect Records перевидав альбом дуже малою кількістю у 2006 році. Ймовірно, що це відбулося без участі гурту і альбом вважається бутлеґом. CD більше не доступне і є лише офіційні версії на вінілових дисках і касетах. До сьогодні цей альбом залишається єдиним з альбомів Grave Digger, які не видані на CD.

## Список композицій
1. «Wanna Get Close» — 4:32
2. «Don't Leave Me Lonely» — 4:17
3. «Stronger Than Ever» — 4:30
4. «Moonriders» — 3:43
5. «Lay It Down» — 3:02
6. «I Don't Need Your Love» — 4:16
7. «Stand Up and Rock» — 3:18
8. «Listen to the Music» — 3:51
9. «Shadows of the Past» — 3:49
10. «Stay Till the Morning» — 2:55

## Учасники
- Кріс Болтендаль — вокал
- Уве Луліс — гітара
- C.F. Brank — бас-гітара
- Альберт Екардт — ударні